# خرمالوی ژاپنی

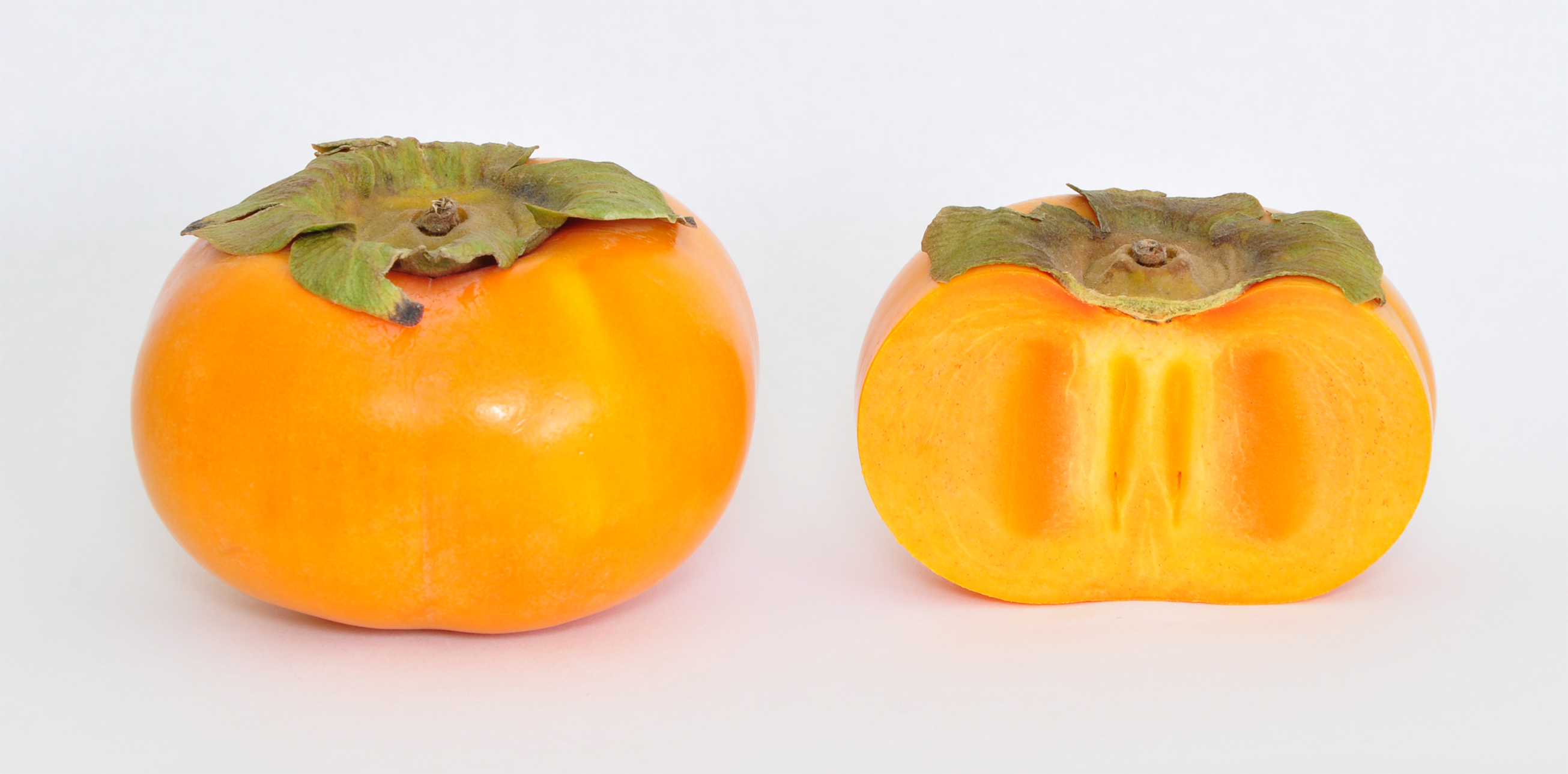
تصویر میوه خرمالوی ژاپنی

خرمالوی ژاپنی(Diospyros kaki) که با نام خرمالوی آسیایی در آمریکا شناخته می‌شود کشت‌شده‌ترین گونهٔ سردهٔ خرمالو است؛ اگرچه تا سال ۱۷۸۰ میلادی خصوصیات گیاه‌شناختی آن تشریح نشده‌بود، یکی از قدیمی‌ترین میوه‌های کشت‌شده در دنیا با سابقه ۲۰۰۰ ساله در چین است.

## درخت
درخت کاکی (Citrus kaki) می تواند تا 10 متر (33 فوت) ارتفاع رشد کند و دارای برگ های سبز متوسط تا تیره و نیزه ای شکل است که سفت و به اندازه طول آن ها پهن است. درختان یا نر یا ماده هستند، اما برخی از آنها هر دو نوع گل را تولید می کنند، با بیان جنسی از سال به سال دیگر. میوه‌های کاکی زمانی که برگ‌ها از درخت می‌افتند، معمولاً در ماه‌های اکتبر و نوامبر، می‌رسند.

## گل
درختان کاکی معمولاً 3 تا 6 سال طول می کشد تا میوه بدهند و گل ها در اواخر بهار یا اوایل تابستان بسته به تنوع و منطقه رشد ظاهر می شوند. گل‌ها سفید مایل به کرم و لوله‌ای شکل هستند که گل‌های ماده به‌صورت مجرد رشد می‌کنند و گل‌های نر گاهی به صورت دسته‌های سه تایی ظاهر می‌شوند و رنگ صورتی دارند. توجه به این نکته ضروری است که خرمالوی ژاپنی یک گونه دوپایه است، به این معنی که درختان یا نر یا ماده هستند، اگرچه برخی از گونه های کشت شده می توانند تک پایه باشند و در نتیجه گل های نر و ماده و حتی کامل (نر+ماده) روی آن رشد کنند. همان درخت گل ها دارای چهار کاسبرگ تاجی شکل و چهار گلبرگ هستند که یک کاسه گل بزرگ را تشکیل می دهند.
گونه های خرمالوی ژاپنی در غیاب گرده افشانی میوه بدون دانه تولید می کنند، در حالی که گل های گرده افشانی آنها میوه با دانه تولید می کنند. کاکی مستعد ریزش میوه است، اولین فلاشینگ اندکی پس از گلدهی رخ می دهد و منجر به از بین رفتن تقریباً 50 درصد میوه می شود. بار دوم ریزش میوه در ماه آگوست اتفاق می افتد و پس از آن یک دوره بلوغ میوه رخ می دهد. ریزش میوه تحت تأثیر شرایط آب و هوایی و در دسترس بودن آب است و گرده افشانی می تواند به کاهش ریزش میوه پس از شرایط نامساعد جوی یا دوره های خشکسالی کمک کند.

## میوه
خرمالو میوه ای شیرین و تند با بافتی نرم تا فیبری است که بومی چین است. اولین بار بیش از 2000 سال پیش در چین کشت شد و در دهه 19 و 1890 به کشورهای دیگر از جمله ژاپن، کره، کالیفرنیا، جنوب اروپا و برزیل معرفی شد. 
میوه گیاه خرمالوی ژاپنی، زمانی که می رسد، با یک ژله ضخیم و خمیری که در پوسته ای با پوست نازک پوشانده شده است، مشخص می شود. این میوه می تواند تا 500 گرم وزن داشته باشد و رنگ آن از زرد تا قرمز نارنجی متغیر است. قسمت گوشتی میوه دارای حداکثر هشت دانه است و ممکن است طعمی قابض داشته باشد که با بلوغ ضعیف می شود. محتوای بالای تانن میوه به آن طعم تلخی شبیه طعم شاه بلوط خام بدون پوست می دهد که در طی فرآیند رسیدن کاهش می یابد. درمان با دی اکسید کربن می تواند طعم قابض میوه را از بین ببرد.

## کاشت
کاکی عمدتاً در چین، ژاپن و کره با 90 درصد کل تولید در سراسر جهان کشت می شود. زمان برداشت اصلی کاکی در شرق آسیا در ماه های اکتبر و نوامبر است که در این مدت درختان برگ های خود را می ریزند. در برخی کشورها، کاکی به دلیل اندازه میوه بزرگتر، جایگزین خرما آلو (Diospyros lotus) شده است. 